# 小行星3717
小行星3717（英語：3717 Thorenia）是一颗围绕太阳公转的小行星。1964年2月15日，印第安纳大学在摩根县发现了此天体。
这颗小行星的绝对星等为57.58365等。